# Scarus hypselopterus
Scarus hypselopterus là một loài cá biển thuộc chi Scarus trong họ Cá mó. Loài này được mô tả lần đầu tiên vào năm 1853.

## Từ nguyên
Từ định danh của loài được ghép bởi 2 từ trong tiếng Latinh, hypselos ("cao") và pterus ("vây, cánh"), hàm ý đề cập đến vây lưng của loài này vươn cao hơn so với Scarus psittacus.

## Phạm vi phân bố và môi trường sống
S. hypselopterus có phạm vi phân bố tập trung ở Tây Thái Bình Dương. Loài này được ghi nhận tại bờ biển vịnh Thái Lan và hầu hết vùng biển bao quanh Đông Nam Á hải đảo (trừ phần lớn Biển Đông), bao gồm cả Palau; ngược lên phía bắc đến quần đảo Ryukyu (Nhật Bản) và đảo Đài Loan.
S. hypselopterus sống xung quanh các rạn san hô ngoài khơi và trong các đầm phá, thường là những khu vực có sự phát triển phong phú của san hô, độ sâu khoảng từ 10 đến 30 m.

## Bị đe dọa
Các hoạt động khai thác tận diệt và sự suy thoái môi trường sống đang diễn ra trên 90% phạm vi phân bố của S. hypselopterus. Bên cạnh đó, số lượng của loài này đã suy giảm ước tính khoảng 50 đến 60% trong khoảng 20–30 năm qua ở Philippines. Vì vậy, S. hypselopterus được xếp vào danh sách Loài sắp bị đe dọa.

## Mô tả
S. hypselopterus có chiều dài cơ thể tối đa được ghi nhận là 31 cm. Cơ thể hình bầu dục thuôn dài; mõm tròn. Cá đực có các vệt màu xanh lục băng qua mắt, kiểu màu trên thân tương tự với Chlorurus bowersi nhưng khoảng màu nâu da cam ở S. bowersi không lan rộng về phía sau (đến vây hậu môn) như S. hypselopterus. Cá cái có màu nâu nhạt với một đốm đen ở phía trước vây hậu môn; cuống và vây đuôi có màu vàng. Đốm đen nhỏ xuất hiện ở gốc vây ngực của cá đực và cá cái.
Số gai ở vây lưng: 9; Số tia vây ở vây lưng: 10; Số gai ở vây hậu môn: 3; Số tia vây ở vây hậu môn: 9; Số tia vây ở vây ngực: 14.
S. hypselopterus được xếp vào nhóm phức hợp loài với Scarus flavipectoralis và Scarus maculipinna. Cá cái của S. hypselopterus không có các dải sọc trắng và đốm vàng lớn ở gốc vây ngực, nhưng lại có đốm đen trên vây hậu môn và vây ngực như S. maculipinna, và đuôi của S. hypselopterus có màu vàng. Cá cái của S. flavipectoralis không có đốm đen trên vây hậu môn và vây lưng.

### Trích dẫn
- "Scarus maculipinna, a new species of parrotfish (Perciformes, Scaridae) from the eastern Indian Ocean" (PDF). Zootaxa. Quyển 1628. 2007. tr. 59–68. {{Chú thích tạp chí}}: Đã bỏ qua tham số không rõ |authors= (trợ giúp)